# Miodrag Babić
Miodrag Babić jeste srpski privrednik. Babić je društveno angažovani privrednik, dugogodišnji čelnik farmaceutskog koncerna „Hemofarm“ (Vršac, 1981—2010) i „Hemofarm“ humanitarne fondacije, košarkaški funkcioner i strateški investitor u organsku poljoprivredu.

## Biografija
Rođen је 29. aprila 1951. godine u Zrenjaninu.
Koreni Miodraga Babića potiču iz sela Dobrun, kod Višegrada, odakle su njegovi roditelji došli u Lazarevo tokom kolonizacije nakon Drugog svetskog rata. U Lazarevu je proveo deo svog detinjstva i uvek s posebnom pažnjom naglašava da je "Lazarevčanin". Roditelji su se, u potrazi za poslom, kasnije preselili u selo Laudonovac, kod Vršca, gde je Miodrag završio prve razrede osnovne škole. Nastavio je školovanje u Vršcu, a zatim u Pančevu, gde je završio srednju hemijsku školu. Sa 23 godine, bio je prvi u svojoj generaciji (1974. godine) koji je diplomirao organsku hemiju, na smeru Tehnologija petrohemijskih proizvoda na Tehnološko-metalurškom fakultetu.

## Karijera
Miodrag Babić je svoju karijeru započeo kao tehnolog u Hemijskoj industriji INEX BRIXOL, Vršac. Od 1974. do 1978. godine bio je rukovodilac projekta, a zatim, od 1978. do 1982. godine, obavljao je funkciju rukovodioca OOUR-a PLASTIFIKATORI. Od 1982. godine, fokus njegovog profesionalnog angažovanja prešao je na farmaceutsku industriju, gde je radio u kompaniji "Hemofarm" iz Vršca. U periodu od 1982. do 1990. godine, Miodrag Babić je bio generalni direktor "Inex Hemofarma", a od 1990. do 1996. godine obavljao je istu funkciju u kompaniji "Hemofarm A.D." Od 1996. do 2006. godine, bio je predsednik koncerna i predsednik Upravnog odbora matične kompanije, a od 2006. do 2010. godine obavljao je obe funkcije pod korporativnim brendom STADA Hemofarm.

## Društvene aktivnosti
Istaknuti je pobornik razvoja lokalne zajednice opštine Vršac. U cilju političke podrške i organizovanog delovanja na lokalni razvoj pokrenuo je nestranačko Udruženje građana „Vršačka regija – evropska regija” koje je nakon svega dva meseca od osnivanja osvojilo izbornu većinu na lokalnim izborima. Postignuti su zavidni rezultati u oblasti privrede, infrastrukture, kulture, sporta, obrazovanja i dr. Vršac je od marginalizovane varoši postao jedan od najboljih gradova za život u Srbiji.

### Nagrade
- „Privrednik godine“, Privredna komora SFRJ, 1989.
- „Kiki“ nagrada za privrednika godine, 1992.
- „Poslovni čovek godine u Srbiji” četiri puta tokom perioda 1995.-2005.
- „Svetionik - sud sedme sile“ za dostignuća u privredi, 2001.
- Zlatna povelja mira „Linus Pauling“ Internacionalne lige humanosti, u Sarajevu 2004.
- „Najuspešniji preduzetnik i menadžer Srbije“, 2007.
- Pupinova zlatna medalja za dostignuća u privredi; Nagrada za životno delo Privredne komore Beograda
- Vukova nagrada i Zlatni beočug za doprinos srpskoj kulturi
- „Virtus” nagrada za korporativnu društvenu odgovornost
- Dositejevo blagodarije Upravnog odbora Zadužbine
- ordenje SPC za podršku i pomoć aktivnostima: „Sveti Sava” II stepena i „Sveti Teodor Vršački”, kao i orden „Svetog kralja Milutina” za doprinos izgradnji spomen-hrama Sv. Save
- „Zvezda solidarnosti za zasluge” predsednika Italije, Đorđa Napolitana, za veliki doprinos unapređenju srpsko-italijanske privredne saradnje
- „Cross of Commander - Pro Merito Militensi” od Malteškog reda za doprinos razvoju zdravstva i međunarodne humanosti, 2010.
- Zlatna povelja i Povelja Medicinskog fakulteta Univerziteta u Beogradu za veliki doprinos unapređenju narodnog zdravlja i medicinske nauke
- Nagrada za životno delo Skupštine opštine Vršac
- Spartakova nagrada za doprinos razvoju sporta.

## Članstvo
Suosnivač je i prvi predsednik Srpskog poslovnog kluba „Privrednik” u Beogradu, udruženja uspešnih poslovnih ljudi Srbije; utemeljivač Zadužbine Dositej Obradović. Od 2009. član je Nacionalnog saveta za naučno-tehnološki razvoj i Saveta Farmaceutskog (od 2009) i Medicinskog fakulteta (2006—2010) Univerziteta u Beogradu; počasni član Srpskog lekarskog društva. Predsednik je Skupštine Društva za izgradnju Hrama Svetog Save na Vračaru od 2002. Svojim doprinosom srpskoj košarci postavio je začetke uvođenja marketinških aktivnosti i uspešne poslovne organizacije u košarkaškim savezima. Od 1987. do 1989. član je Predsedništva i Predsednik Košarkaškog saveza Jugoslavije; od 1989. do 2005. član je Predsedništva Košarkaškog saveza SRJ, SRCG i Srbije; od 1989. do 2002. član je Predsedništva Jugoslovenskog olimpijskog komiteta i vođa timova košarkaške reprezentacije na Olimpijskim igrama u Seulu 1988.

## Dostignuća
Usred nepovoljnih makro-izazova kao posledice jugoslovenskih ratnih sukoba i cepanja domaćeg tržišta, međunarodnih ekonomskih sankcija i trgovinskog embarga UN, valutne hiperinflacije, NATO bombardovanja i sistemske tranzicije, „Hemofarm” se pod njegovim vođstvom kontinuirano uspešno razvijao; od male lokalne kompanije sa godišnjom proizvodnjom od 8 miliona pakovanja i 300 zaposlenih, tokom 28 godina, „Hemofarm” se razvio u međunarodni generički farmaceutski brend, u poslovnu grupaciju sa preko 3.000 zaposlenih i u lidera u proizvodnji lekova u regionu, pri godišnjoj proizvodnji od 200 miliona pakovanja i prihodom od preko 250 miliona evra. Kroz inostrane poslovne aktivnosti, nastale su firme u Republici Srpskoj (BIH) i Crnoj Gori, te Rusiji, SAD i Kini. Organizovane su promotivne i prodajne aktivnosti u preko 20 zemalja Evrope, Azije, Afrike, Amerike i Bliskog istoka.